# Трахтемировское городище
Трахтемировское городище — городище скифского времени, расположенное на высоком правом берегу Днепра возле села Трахтемиров Черкасского района Черкасской области Украины. Городище имеет форму неправильного четерёхугольника, вытянутого вдоль Днепра в направлении с востока на запад. С напольной стороны городище ограничено неглубокими ярами и укреплено валом и рвом. Первоначальная длина укреплений оценивается в 5,4 км. Остатки вала достигают 4-5 м в высоту. Общая площадь городища — 500 га при длине в 3,5 км. Размеры городища во много раз превосходят все крепости скифской лесостепной зоны.
Городище имело внутреннее укрепление, называемое «Малые Валки». Оно было расположено на большом холме на северо-западе городища и заселено намного плотнее остальной части. В его пределах было обнаружено 40 жилищ и свыше 50 хозяйственных построек.

## История исследования
Первые раскопки на городище были проведены в 1925 г. М. Я. Рудинским, который исследовал его юго-западную часть. Позднее многочисленные раскопки на городище проводили в 1945 г. — Т. С. Пассек, 1946 — П. М. Третьяков, 1948 г. — А. Й. Розсадович, 1953 г. — А. И. Тереножкин, 1963 г. — В. Г. Петренко. С 1964 по 1968 г. стационарными исследованием Трахтемировского городища занималась Г. Т. Ковпаненко. За четыре года исследования памятника ей удалось снять план, обследовать всю площадь городища, раскопать внутреннее укрепление и исследовать много жилищ различной конструкции и назначения.

## Общая характеристика памятника
Материалы, полученные в ходе многочисленных раскопок, позволяют восстановить особенности хозяйственной жизни жителей городища и свидетельствуют о высоком уровне домашнего производства, связанного с обработкой металла, кости, фиксируется признаки прядения и ткачества. Находки представлены керамикой, в том числе и античной посудой, орудиями труда, конской упряжью, изделиями из кости и рога, кремнёвыми и всевозможными изделиями из металла. Постройки на городище разнообразные: землянки, полуземлянки; жилища имели размеры 10—50 м2 при заглублении 0,3—1,5 м, в постройках частично использовался камень. Основу хозяйства жителей Трахтемировского городища составляло земледелие, скотоводство, ремесла. Памятник датируется второй половиной VII—VI вв. до н. э.